# 白鳥 (川崎市)
白鳥（しらとり）は、神奈川県川崎市麻生区の町名。現行行政地名は白鳥1丁目から白鳥4丁目。住居表示実施済区域。

## 地理
川崎市麻生区の中西部に位置する。地区を北東から南東に小田急多摩線が横断し、三丁目の西端に栗平駅が立地する。
地区の南側は神奈川県道137号上麻生連光寺線に面し、片平との境界となっている。二丁目には鎮守白鳥神社がある。町内全域に区画整理された新興住宅地が広がっている。
全域が多摩丘陵の中に位置し、開発以前は鶴見川水系麻生川、麻生川の支流片平川に注ぐ小さな谷戸が複雑に刻みこまれていた。
そこには谷戸田がつくられ、谷戸を取り囲む丘陵上は畑地と雑木山であった
東は麻生区五力田、南は片平、西は栗平に接し、北には都県境の尾根に緑地が残され、越えると東京都稲城市の平尾である。

### 地価
住宅地の地価は、2025年（令和7年）1月1日の公示地価によれば、白鳥1丁目2-33の地点で21万7000円/m²となっている。

## 歴史
白鳥成立以前の歴史については片平と五力田の歴史の節を参照のこと。

### 沿革
白鳥はかつて片平と五力田の一部であった。
- 1972年（昭和47年）- 川崎市が政令指定都市となり区制を施行。多摩区片平、五力田となる。この年、現在の白鳥地区での開発・土地区画整理事業が始まった。小田急多摩線の敷設とそれに伴う沿線の宅地造成である[9][10]。
- 1974年（昭和49年）- 小田急多摩線が開通[9]。地区を横断し、西端に栗平駅が開業。難工事であったという。
- 1976年（昭和51年）11月1日 - 住居表示実施。白鳥1丁目から3丁目が誕生した[5][9][10]。
- 1982年（昭和57年）- 川崎市が区制を再編、多摩区から麻生区が分区。麻生区白鳥となる[9]。
- 2002年（平成14年）- 五力田の諏訪谷戸の奥が造成され、区画整理と住居表示を実施。白鳥4丁目が起立[10][11]。

### 片平村と五力田村
現在の白鳥は1976年に住居表示が実施されるまで、旧片平と旧五力田の境界線が複雑に入り組んだ地域であった。その起源は江戸時代初期までさかのぼる。
- 1559年（永禄2年）-『小田原衆所領役帳』に「小机片平郷 25貫900文 大熊修理亮」とある[6][12][13]。

片平、五(伍)力田は北隣の古沢を含めて片平郷に属していた。
- 1590年（天正18年）-徳川家康江戸入部。徳川氏領となる。この頃古沢村が片平郷から分村した[12]。
- 1594年（文禄3年）-この年の『武州都筑郡片平郷御縄打水帳』に五力田の田畑がすべて記載されている。また、片平郷の小名として五力田の地名がみられる[13][14]。

五力田は片平郷の枝村としての存在だった。
- 1590年代 -旗本前場久三郎が知行所として片平268石を賜り、その余り40石は御料所（天領）とされている。この天領とされた40石が伍力田村にあたるか[13][12]。
- 1599年（慶長4年）-この年の検地帳が残る。表記は『片平村御縄打水帳』となっており、片平郷から片平村に変わっており、伍力田の田畑は記載されていない[13][10][14]。

これらの資料により、1594年から1599年までの5年間のうちに片平郷から伍力田村が分村したと推定できる。
- 1702年（元禄15年）-『元禄郷帳』に「高 39石8斗余」と載る[10]。伍力田村は現在の川崎市域でもっとも石高の低い村であった[14]。
- 1650年代（明暦年間）-伍力田村、片平村両者の入会地にしている田畑があった[14]。

地図上でも片平村が伍力田村を抱え込むようなかたちであり、入会地があるなど両者の関係は深かったと考えられる。
現在の白鳥は1丁目と2丁目の大部分が旧片平、3丁目は旧片平と旧五力田の境界の交錯した地域であり、4丁目は旧五力田にあたる。

## 町名の由来
白鳥の町名は片平、五力田の鎮守白鳥神社の名をとってつけられた。
白鳥神社は日本武尊が亡くなった時、白鳥になって墓から飛び立ったという伝説に由来する社名で、祭神は日本武尊である。
明治以降に片平の浅間社、神明社、熊野社、天神社、稲荷社等に加え、五力田の六所社、諏訪社を合祀して現在の片平、五力田、白鳥、栗平地区の総鎮守となる。
また、白鳥神社の周辺には吾妻という字名が明治初期につけられている。これは日本武尊が東征に向かう途中、海が荒れたために妻の弟橘姫が海に身を投じて静めた。日本武尊は妻の死を悲しみ｢あずまはや｣と嘆いたという伝説に由来する。

## 旧字名・旧地名

### 旧字名
| 旧大字 | 旧字名 | 読み方 | 現在地その他                                                                                 |
| ------ | ------ | ------ | -------------------------------------------------------------------------------------------- |
| 片平   | 吾妻   | あずま | 白鳥一丁目、二丁目のほぼ全域と三丁目の一部。鎮守白鳥神社があり、日本武尊の伝説にちなむ命名。 |
| 五力田 | 小台   | こだい | 白鳥一丁目、三丁目の一部、四丁目の全域。旧五力田村域の西半分。                               |

### 旧地名
旧片平
- 大六天谷戸

片平川の北側の谷戸の一つ。全明寺台の大(第)六天祠方面を谷頭とする。現在の白鳥一丁目と片平五丁目の境の通り沿いにあった。
- 全明寺台

明治5年に廃寺となった全明寺のあった台地。現在の白鳥一丁目、白鳥東公園周辺。
旧五力田
- 相の坂

白鳥一丁目と五力田二丁目の境の坂。五力田と片平の間の坂ということか。
- 六所谷

現在の白鳥三丁目に五力田方面から入る大きな谷戸があった。谷戸入口付近の高所(現在金神神社のあるところ)に六所神社があったからの名。おおむね谷底は五力田、周囲の丘陵は片平で村境の交錯していた地域。
- 諏訪谷

五力田の西部にあった大きな谷戸。谷戸の奥に諏訪社があったことに由来する。造成が行われ、白鳥四丁目となった。
- 又口

白鳥一丁目16辺りから五力田404番地付近をいう。諏訪谷と六所谷はここで分岐しており、それに由来する地名だろう。
- 日向畑

諏訪谷の奥、稲城市境に近い南斜面。大きく南に傾斜していて日当たりがよく、作物が良く実った。
- オキ

諏訪谷の最奥部をいうか。詳細不明。

## 世帯数と人口
2025年（令和7年）6月30日現在（川崎市発表）の世帯数と人口は以下の通りである。
| 丁目      | 世帯数    | 人口    |
| --------- | --------- | ------- |
| 白鳥1丁目 | 682世帯   | 1,454人 |
| 白鳥2丁目 | 388世帯   | 884人   |
| 白鳥3丁目 | 681世帯   | 1,634人 |
| 白鳥4丁目 | 1,020世帯 | 2,464人 |
| 計        | 2,771世帯 | 6,436人 |

### 人口の変遷
国勢調査による人口の推移。
| 年                 | 人口  |
| ------------------ | ----- |
| 1995年（平成7年）  | 2,232 |
| 2000年（平成12年） | 2,575 |
| 2005年（平成17年） | 4,610 |
| 2010年（平成22年） | 5,767 |
| 2015年（平成27年） | 6,143 |
| 2020年（令和2年）  | 6,506 |

### 世帯数の変遷
国勢調査による世帯数の推移。
| 年                 | 世帯数 |
| ------------------ | ------ |
| 1995年（平成7年）  | 799    |
| 2000年（平成12年） | 945    |
| 2005年（平成17年） | 1,721  |
| 2010年（平成22年） | 2,197  |
| 2015年（平成27年） | 2,313  |
| 2020年（令和2年）  | 2,576  |

## 学区
市立小・中学校に通う場合、学区は以下の通りとなる（2021年12月時点）。
| 大字・丁目 | 番地 | 小学校             | 中学校             |
| ---------- | ---- | ------------------ | ------------------ |
| 白鳥一丁目 | 全域 | 川崎市立片平小学校 | 川崎市立白鳥中学校 |
| 白鳥二丁目 | 全域 | 川崎市立片平小学校 | 川崎市立白鳥中学校 |
| 白鳥三丁目 | 全域 | 川崎市立片平小学校 | 川崎市立白鳥中学校 |
| 白鳥四丁目 | 全域 | 川崎市立片平小学校 | 川崎市立白鳥中学校 |

## 事業所
2021年（令和3年）現在の経済センサス調査による事業所数と従業員数は以下の通りである。
| 丁目      | 事業所数 | 従業員数 |
| --------- | -------- | -------- |
| 白鳥1丁目 | 12事業所 | 147人    |
| 白鳥2丁目 | 5事業所  | 22人     |
| 白鳥3丁目 | 22事業所 | 163人    |
| 白鳥4丁目 | 17事業所 | 43人     |
| 計        | 56事業所 | 375人    |

### 事業者数の変遷
経済センサスによる事業所数の推移。
| 年                 | 事業者数 |
| ------------------ | -------- |
| 2016年（平成28年） | 56       |
| 2021年（令和3年）  | 56       |

### 従業員数の変遷
経済センサスによる従業員数の推移。
| 年                 | 従業員数 |
| ------------------ | -------- |
| 2016年（平成28年） | 354      |
| 2021年（令和3年）  | 375      |

## 施設
- 川崎市立白鳥中学校
- 白鳥神社

## その他

### 日本郵便
- 郵便番号 : 215-0024[3]（集配局：麻生郵便局[29]）。

### 警察
町内の警察の管轄区域は以下の通りである。
| 丁目      | 番・番地等 | 警察署     | 交番・駐在所 |
| --------- | ---------- | ---------- | ------------ |
| 白鳥1丁目 | 全域       | 麻生警察署 | 栗平駅前交番 |
| 白鳥2丁目 | 全域       | 麻生警察署 | 栗平駅前交番 |
| 白鳥3丁目 | 全域       | 麻生警察署 | 栗平駅前交番 |
| 白鳥4丁目 | 全域       | 麻生警察署 | 栗平駅前交番 |